# Julia (Oper)
Julia ist eine Kammeroper in zwei Teilen und fünfzehn Szenen von Rudolf Kelterborn (Musik) mit einem Libretto von David Freeman und Rudolf Kelterborn. Sie basiert auf Szenen aus William Shakespeares Romeo und Julia, Gottfried Kellers Novelle Romeo und Julia auf dem Dorfe und einem entsprechenden Motiv aus dem Israel/Palästina der Entstehungszeit. Die Uraufführung fand am 23. April 1991 im Theater Gessnerallee in Zürich durch die Opera Factory statt.

## Handlung
Die Oper behandelt collagenartig auf drei verschiedenen Ebenen die tragische Geschichte Julias und ihrer Liebhaber Romeo (nach William Shakespeare), Sali (nach Gottfried Keller) und Ahmed (Gegenwart) bis zu ihrem Selbstmord. Die jeweiligen Ebenen sind im Textbuch durch die Buchstaben „A“ (Shakespeare), „B“ (Keller) und „C“ (Gegenwart) ausgewiesen.

### Erster Teil
Szene I. Wärterin/Julia [A]. Die Wärterin kritisiert Julia dafür, sich aus rein äußerlichen Gründen in den aus Verona verbannten Romeo verliebt zu haben. Im Vergleich mit dem Grafen Paris sei dieser nur ein „Lump“.
Szene II. Julia mit ihrem Vater [C]. In Israel erinnert Julia ihren Vater Moshe an die Rechte der Palästinenser. Der Vater ist jedoch der Ansicht, dass Israel erst dann über die besetzten Gebiete verhandeln solle, wenn alle Araber ihre Ansprüche anerkennen und zum Frieden bereit sind.
Szene III. Julia allein [A/C]. Julia sehnt sich nach der Nacht und ihrem Geliebten.
Szene IV. Der Kampf der Väter auf der Brücke/Sali und Julia [B]. Die beiden schweizerischen Bauern Marti und Manz streiten sich heftig um ein Stück Land. Martis Tochter Julia und Manz’ Sohn Sali versuchen verzweifelt, sie voneinander zu trennen.
Szene V. Julia und der Rabbi [C]. Julia sucht bei einem Rabbi Verständnis für ihre Ansichten. Sie glaubt, dass eine Verständigung mit den Palästinensern möglich wäre. Obwohl der Rabbi diesen zutiefst misstraut, hofft er, dass eines Tages ein friedliches Miteinander möglich sein wird. Julia bringt vorsichtig das Gespräch auf das Thema von Mischehen zwischen Israelis und Palästinensern. Der Rabbi erkennt, dass Julia von sich selbst spricht, und fordert sie auf, diese unmögliche Beziehung zu beenden.
Szene VI. Julia und ihre Eltern/Wärterin [A]. Gräfin Capulet teilt ihrer Tochter Julia mit, dass sie schon am nächsten Donnerstag mit dem Grafen Paris vermählt werden soll. Julia bittet sie um Aufschub. Als ihr Vater und die Wärterin hinzukommen, bleibt Julia bei ihrer Weigerung. Der Vater droht damit, sie zu verstoßen, falls sie bei ihrer Entscheidung bleiben sollte.
Szene VII. Ahmed und sein Vater [C]. Wie zuvor Julia bemüht sich auch Ahmed bei seinem Vater um Verständnis für die andere Seite. Er meint, dass Palästinenser und Israelis gleichermaßen gelitten haben und miteinander ins Gespräch kommen sollten. Sein Vater zeigt sich jedoch unversöhnlich. Er will sein Geschäft als Zeichen seines Boykotts weiterhin geschlossen halten.
Szene VIII. Hauptszene: Erste Liebesszene Sali/Julia/Der Schwarze Geiger [B]. Julia und Sali, die den Streit ihrer Eltern leid sind, verlieben sich ineinander. Sie treffen auf den Schwarzen Geiger, der sich von beiden Vätern betrogen fühlt. Er selbst sei der rechtmäßige Erbe des Landes, habe aber keine entsprechenden Urkunden vorweisen können. Die beiden Väter, die seine Herkunft eigentlich hätten bezeugen können, hätten daraufhin sein Erbe an sich gerissen und ihn vertrieben. Julia und Sali laufen davon und lassen sich im Kornfeld nieder, wo es zu ersten Küssen kommt. Ihre Zärtlichkeiten werden jäh unterbrochen, als Julias Vater Marti erscheint und seine Tochter beschimpft und schlägt. Sali schlägt ihn mit einem Stein nieder.
Die achte Szene wird von vier Einblendungen überlagert:
Einblendszene a) Romeo/Mercutio/Tybalt [A]. Romeo und Mercutio begegnen dem Capulet Tybalt. Mercutio fordert diesen zum Kampf mit dem Degen heraus. Tybalt tötet Mercutio. Romeo rächt ihn und tötet Tybalt.
Einblendszene b) Ahmed/Polizei [C]. Ahmed wurde als vermeintlicher politischer Aufrührer verhaftet, als er für sein Studium ein Buch aus dem geschlossenen Laden seines Vaters holen wollte. Er mahnt Julia zur Vorsicht, dass sie nicht zusammen gesehen werden dürfen.
Einblendszene c) Salis Eltern in der Kneipe [B]. Salis Mutter begrüßt zwei Gäste in ihrer Kneipe und entschuldigt sich für deren verkommenen Zustand, der sich bald bessern werde. Salis Vater beschimpft sie für ihr „widerwärtiges Getue“, mit dem sie bereits ihren Sohn vertrieben habe.
Einblendszene d) Shakespeare-Prologe [A/C]. Ein Auszug aus dem Chorus-Prolog von Shakespeares Drama wird auf die Situation in Israel und die Liebe Ahmeds und Julias umgedeutet.

### Zweiter Teil
Szene IX. Romeo und Julia/Wärterin [A]. Nachdem Romeo und Julia die Nacht zusammen verbringen haben, wollen beide ihre Familiennamen ablegen. Bei Tagesanbruch kündet die Wärterin das Kommen der Gräfin an. Romeo flüchtet eilig aus dem Fenster.
Szene X. Freundin von Julias Mutter [C]. Die Freundin von Julias Mutter, die über ein Jahr im Konzentrationslager verbracht hat, berichtet Julia von den dortigen Gräueln. Ihre eigene Mutter wurde ermordet. Sie selbst hat nur überlebt, weil sie Geige spielen konnte. Trotz allem konnte sie sich einen Rest Menschlichkeit bewahren. Sie wünscht sich, dass niemals im Namen des Judentums Gewalt angewendet wird.
Szene XI. Julia und Ahmed/Nomade [C]. Julia und Ahmed sind in die Wüste geflüchtet und wissen nicht mehr weiter. Ein Nomade gestattet ihnen, die Nacht in einem der Zelte zu verbringen. Doch anschließend müssen sie das Lager verlassen, da sie ihre Konflikte nicht in der Wüste austragen können.
Szene XII. Julia und Sali im Paradiesgärtlein/Der Schwarze Geiger [B]. Bei einer Feier einfacher Leute im Paradiesgärtlein begegnen Julia und Sali erneut dem Schwarzen Geiger. Sie tanzen. Während der Geiger ein Lied vorträgt („Tritt in mein Haus, o Liebste!“), erklärt der Wirt einem Gast, dass er wegen des Windes keine Kerzen anzünden könne. Julia und Sali tanzen gelegentlich auch mit anderen Gästen. Sali kann es nicht ertragen, ein anderes Mädchen als Julia im Arm zu halten. Da die beiden nicht mehr voneinander lassen können, rät ihnen der Geiger, unverzüglich zu heiraten. Geleitet vom Geiger ziehen sie fort.
Szene XIII. Mercutio und Benvolio [A]. Romeos Freunde Benvolio und Mercutio haben Romeos Flucht aus dem Haus Julias beobachtet und spotten über seine Liebe zu dem Mädchen.
Szene XIV. Sali und Julia am Fluss [B]. Romeo am Grab der Capulets [A]. Einblendszene. Verhör Ahmed [C]. Sali und Julia sind der Menge entkommen und überlegen ihr weiteres Vorgehen. Romeo trauert am Grab der Capulets über den vermeintlichen Tod seiner Geliebten. Er umarmt sie ein letztes Mal und beschließt, sich zu töten. Julia zieht mit Sali davon. Die beiden überreichen sich Verlobungsringe. In der Einblendszene wird Ahmed von zwei Polizisten verhört. Romeo trinkt das Gift. Sali und Julia beschließen, noch diese Stunde zu heiraten und sich anschließend im Fluss zu ertränken. Julia entdeckt den toten Romeo, küsst ihn und nimmt seinen Dolch an sich. Sie geht mit Sali auf einem Heuschiff ins Wasser.
Szene XV. Party bei Capulet. Nachricht vom Selbstmord Ahmeds und Julias [A/B/C]. Capulet heißt seine Gäste – die Gräfin, Salis Mutter, den Rabbi, den Polizisten, Benvolio und den Geiger – zu einem Fest willkommen. Unmittelbar danach verliest ein Fernseh-Nachrichtensprecher, dass eine „junge Jüdin der Friedensbewegung“ und ein „palästinensischer Sympathisant der Intifada“ nach einem Polizeiverhör gemeinsam Selbstmord begangen haben, da sie den Widerstand der Eltern gegen ihre Heirat nicht verwinden konnten: „Die Eltern waren der Meinung, die Kinder seien für eine Heirat zu jung.“

## Gestaltung
Kelterborn selbst benannte als Thema seiner Oper „Gewalt, Liebe, Angst, Hoffnung, Bedrohung, Unverständnis und Menschlichkeit, Tod im wechselnden gesellschaftlichen Umfeld“. Die titelgebende Figur der Julia bildet das Zentrum der Oper. Obwohl es auch einige Szenen ohne ihre Beteiligung gibt, ist sie ständig gegenwärtig. Dieser Bedeutung entsprechend wies er ihr auch die „reichhaltigste, differenzierteste“ Musik mit einer Vielfalt von Ausdrucksformen zu:

„Dramatische Direktheit (etwa in der gewalttätigen Auseinandersetzung zwischen den Vätern aus der Keller-Novelle); expressive, nachtstückhafte musikalische Lyrik (zum Beispiel im Monolog der Julia oder im Duett Romeo/Julia); fast kindliche helle Poesie in Szenen zwischen Julia und Sali, die musikalisch durch eine subtile Vereinfachung der tonalen Bezüge umgesetzt wird; Leidenschaften, die zurückgehalten werden oder ausbrechen; Beklemmung (etwa im instrumental äußerst sparsam gesetzten Monolog der jüdischen Freundin), intermezzoartige Momente usw. finden ihre Entsprechungen in mannigfaltigen musikalischen Texturen und ebenso in einer variantenreichen Verwendung des Instrumentalensembles (14 Musiker), das nicht nur als kleines Orchester, sondern immer wieder in wechselnden kammermusikalischen Formationen eingesetzt wird. Diese Vielfältigkeit wird zusätzlich gebunden durch dichte (offenere und verstecktere) Bezüge musikalischer Strukturen.“

Zum dramaturgischen Aspekt der in dieser Oper nicht kontinuierlich verlaufenden und sich zugleich auf mehreren zeitlichen Ebenen abspielenden Handlung verwies Kelterborn auf die von Bernd Alois Zimmermann in anderem Zusammenhang eingeführte Metapher der „Kugelgestalt der Zeit“. Die Besonderheit, dass die Person der Julia und ihrer drei Väter von jeweils einem einzigen Darsteller gesungen wird, ihr jeweiliger Geliebter dagegen von drei verschiedenen, habe musikalische und dramaturgische Gründe und sei nicht auf die Rahmenbedingungen der Kammeroper zurückzuführen.
Das Prinzip der drei sich ständig abwechselnden, durchmischenden und gegenseitig beeinflussenden Handlungsebenen ist wesentlich für Text und Musik dieser Oper. Es zeigt sich deutlich in der Gestaltung der Titelpartie:

„Wenn die Violine der versonnenen Melancholie utopischer Traumgebilde nachspürt, führt ihr das Staccato der krämerseeligen Wärterin in die melodische Parade (I,1), wenn Romeo und Julia den Rausch der ersten Liebesnacht ausgekostet haben, folgt unweigerlich die Erinnerung ‚an die kleinen sadistischen Vorkommnisse‘, die eine dem KZ entkommene Jüdin in allen Einzelheiten dem Vergessen entreißt (II, 9/10), wenn Julia und Sali, verlobt und glücklich ‚bis jener Nebelstreif am Mond vorüber ist‘, fragilste Hoffnungen in die Schreie des Hasses singen, wird Ahmed von dienstbeflissenen Polizisten verhört und malträtiert (II, 14).“

Der Schluss der Oper stellt dieses Prinzip besonders heraus. Hier folgt auf die Festbegrüßung des offenbar mit der Entwicklung zufriedenen Grafen Capulet unmittelbar der Nachrichtensprecher mit der Meldung des Selbstmords der Kinder.

### Besetzung
Das Instrumentalensemble der Oper benötigt vierzehn Spieler mit den folgenden Instrumenten:
- Holzbläser: Flöte (auch Piccolo), Oboe (auch Englischhorn), zwei Klarinetten (beide auch Bassklarinette)
- Blechbläser: Horn, Trompete, Posaune
- Schlagzeug (zwei Spieler)
- Harfe
- Streicher (solistisch): Violine, Bratsche, Violoncello, Kontrabass

## Werkgeschichte
Rudolf Kelterborns Kammeroper Julia entstand in den Jahren 1989–1990 im Auftrag der Stadt Zürich für die Opera Factory Zürich, einer freien Musiktheatergruppe ohne feste Spielstätte, die von 1976 bis 1996 existierte. Das Libretto schrieb Kelterborn gemeinsam mit David Freeman, dem Mitbegründer der Opera Factory und Regisseur der Uraufführung. Es verwendet Motive aus William Shakespeares Romeo und Julia und Gottfried Kellers Novelle Romeo und Julia auf dem Dorfe. Zusätzlich nutzten sie ein passendes zeitgenössisches Thema aus Israel/Palästina.
Die Uraufführung fand am 23. April 1991 im Theaterhaus Gessnerallee in Zürich unter der musikalischen Leitung von Brenton Langbein statt. Zu den Sängern zählten Cynthia Grose Downing, Klaus Lapins, David Aldred, Fabrice Raviola, Jean-Pierre Gerber, Elizabeth Bachmann und Claudio Danuser. Anschließend gab es Gastspiele in Dresden, Prag, Budapest, Belgrad, Sofia, London und Bath.
Am 2. Mai 1993 gab es die Premiere der deutschen Erstproduktion der Oper im Großen Haus der Städtischen Bühnen Osnabrück. Die Inszenierung stammte von Holger Klembt, Bühnenbild und Kostüme von Susanne Klopfstock und die Dramaturgie von Andreas Wendholz. Die musikalische Leitung lag bei Jean-François Monnard. Die Titelrolle sangen in Doppelbesetzung Maacha Deubner und Carl Saint-Clair. Romeo wurde von Peter Neff dargestellt, Sali von Timothy Simpson und Ahmed von Christoph JH Kögel. Die Produktion wurde zudem als Gastspiel bei den 3. Tagen des Neuen Musiktheaters in Nordrhein-Westfalen 1993 aufgeführt.